# Chaetopsylla lasia
Chaetopsylla lasia är en loppart som beskrevs av Rothschild 1906. Chaetopsylla lasia ingår i släktet Chaetopsylla och familjen grävlingloppor. Inga underarter finns listade i Catalogue of Life.